# Setzingen
Setzingen település Németországban, azon belül Baden-Württembergben. Lakosainak száma 745 fő (2023. december 31.).

## Népesség
A település népessége az elmúlt években az alábbi módon változott:
| Lakosok száma | 386  | 451  | 487  | 530  | 576  | 635  | 645  | 631  | 656  | 745  |
|               | 1961 | 1967 | 1974 | 1980 | 1987 | 1993 | 2000 | 2006 | 2013 | 2023 |